# Бодипозитив

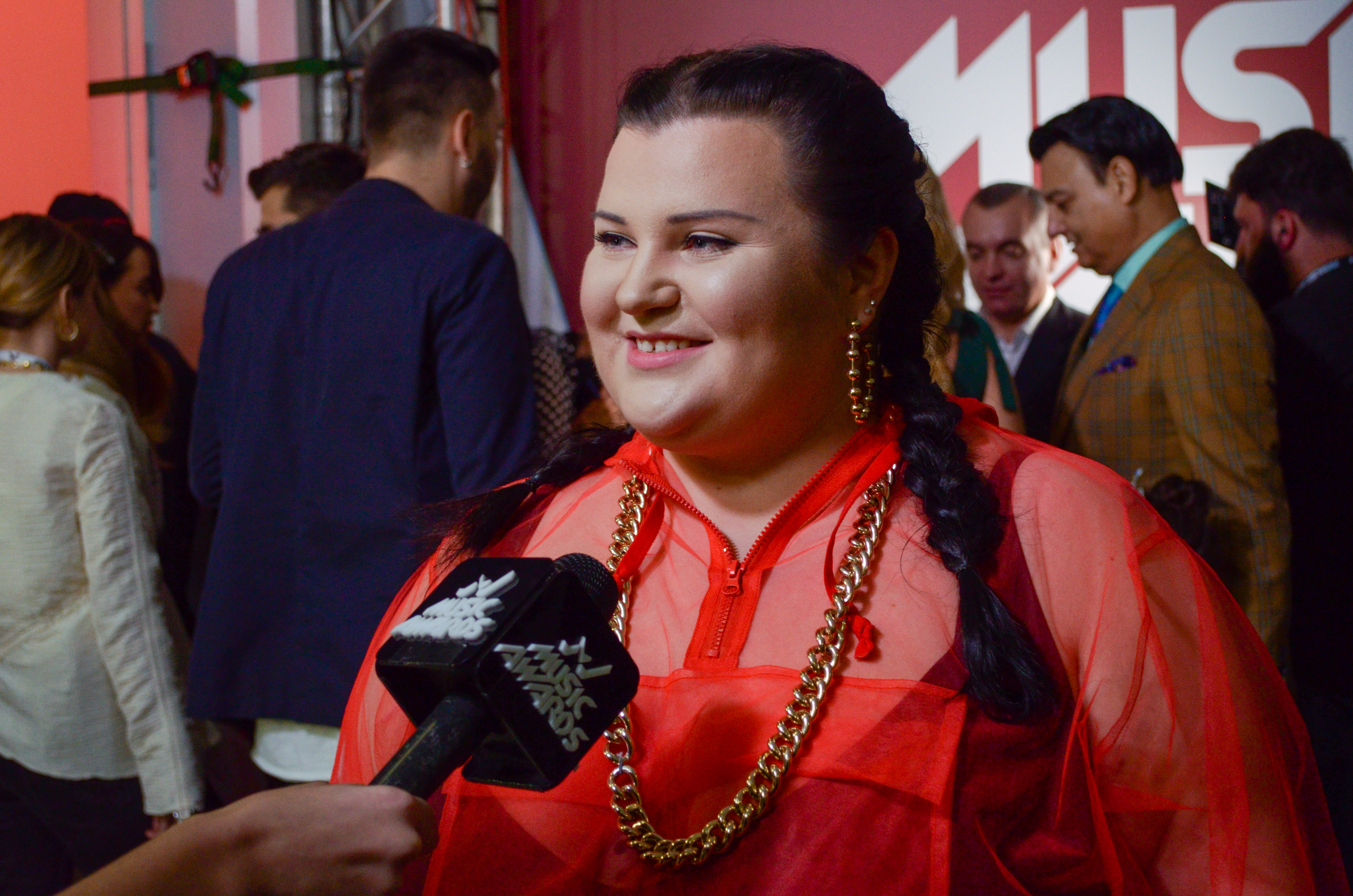
Alyona alyona винесла тексти та кліпи бодипозитив як емпавермент («Рибки», 2018, «Пушка», 2019)

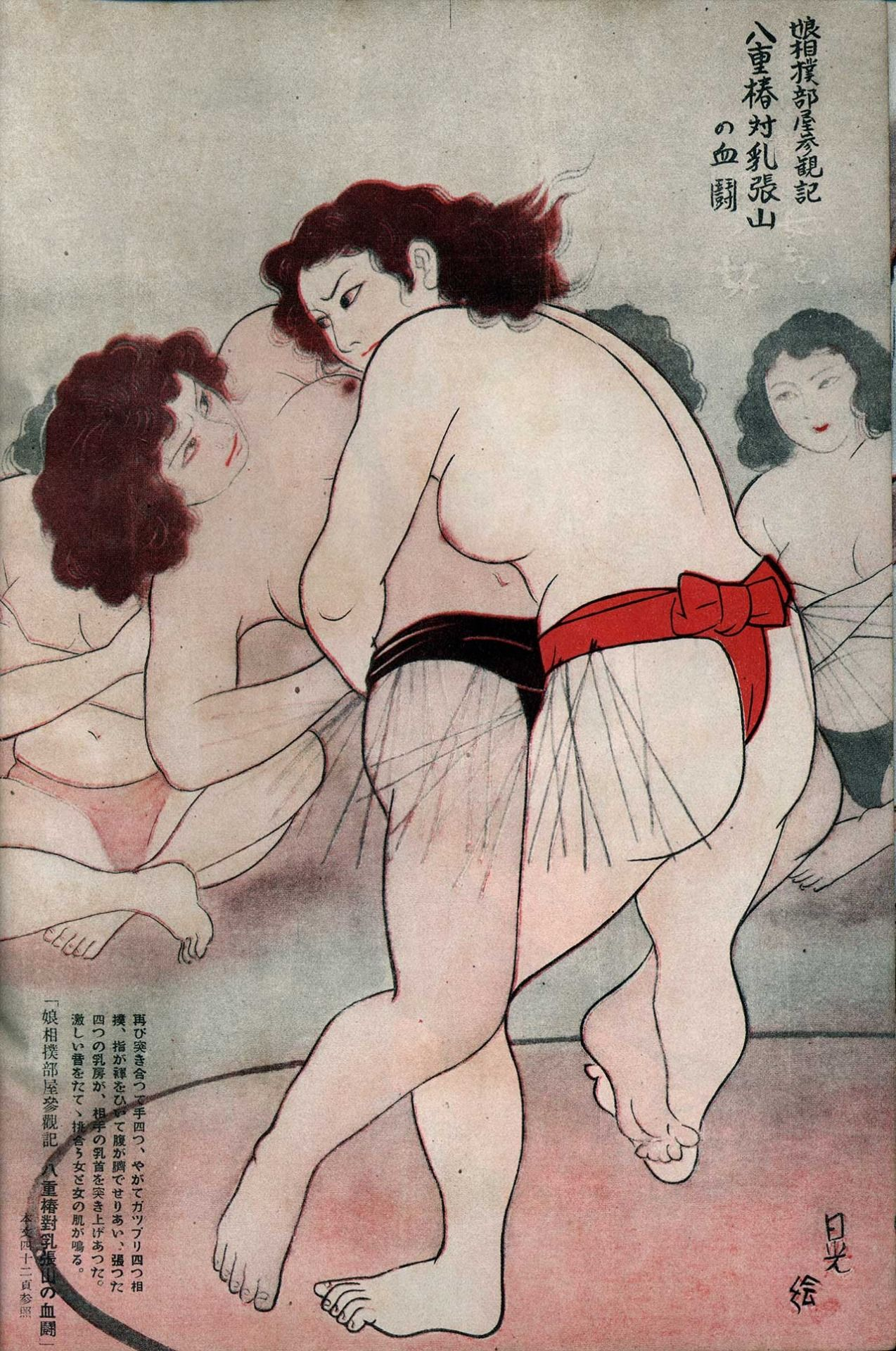
Борчині сумо. В сучасності досі існує сексистська традиція заборони жінкам входити на майданчик для сумо

Скульптура Jag tänker på mig själv ('Я думаю пол себе', 2005) шведської мисткині Marianne Lindberg De Geer навпроти мистецького музею м. Växjö, що демонструє соціальну одержимість зовнішністю жінок, викликала контроверсію у місті: обидві статуї вандалізували та демонтували у 2006

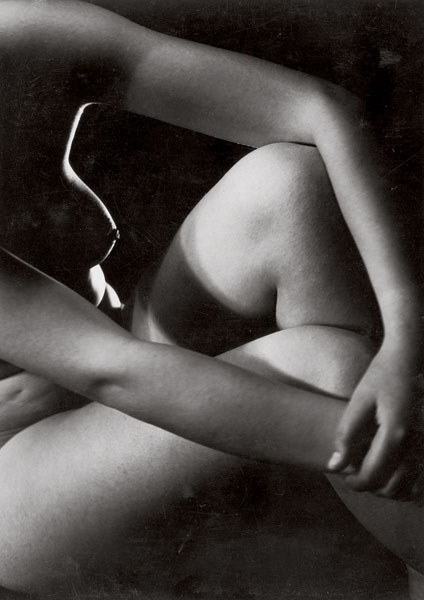
Бодипозитивна еротична фотографія: робота німецької фотографки Енне Бірман

Бодипозитив (англ. body positivity) — феміністська течія протидії лукізму, сексизму та сексуальній об'єктивації, яка вчить людей позитивному ставленню до власного тіла, його прийняттю та вільному самовираженню. Загальна концепція руху передбачає самопрезентацію через тілесні практики. Гасло руху «Моє тіло — моє діло» пропонує жінкам свободу від дієт, коштовних та втомливих б'юті-практик (таких як декоративна косметика, манікюр, фарбування та видалення волосся), зручний одяг замість привабливого та відмову від конвенційності на користь власним здоров'ю та комфорту. Головна мета руху — допомога жінкам через зміни сприйняття образу й ролі жінки в сучасному суспільстві, боротьби з нав'язуванням стандартів краси, а також через поширення ідеї варіативності зовнішнього вигляду людей. Бодипозитив приносить упевненість у собі, почуття комфорту й «нормальності».

## Ключові ідеї
Навіть дівчат, які більш або менш відповідають стандартам краси, знецінюють і звинувачують у відсутності особистих якостей. 
На думку бодипозитивісток, суспільство повинно навчитися приймати різноманітність людської зовнішності, тоді у світі буде менше психологічних розладів, випадків суїциду, анорексії та булімії. Жінку перестануть оцінювати відповідно до стереотипів, адже особистість визначається безліччю чинників.
Ключова ідея бодипозитиву — любити себе та приймати своє тіло, не намагаючись його змінити, і також приймати тіла інших людей. Суть руху в тому, що всі люди, незалежно від того, як вони виглядають, мають право на базовий комфорт і повагу до себе. Бодипозитив — це ідея для будь-якого тіла незалежно від стану здоров'я, зовнішнього вигляду, від особистих якостей людини як носія свого тіла. Тіло не може бути причиною зневажливого ставлення. Учасниці руху допомагають одна одній вчитися цінувати здоров'я, унікальну красу та індивідуальність, долати комплекси й жити в гармонії з собою, не озираючись на моду або громадську думку. Бодипозитив тісно пов'язаний з ідеями фемінізму, проповідує рівність статей і відмову від гендерних стереотипів.
Бодипозитив тісно пов'язаний з рухом прийняття повноти (Fat acceptance movement), згідно з яким тіла всіх форм і розмірів не повинні піддаватися осуду (бодішеймінгу). У зв'язку з цим у бодипозитиві засуджують фетшеймінг, скінішеймінг, ейблізм та інші види дискримінації. Іншим попередником бодипозитиву став рух на підтримку тілесності — «Healthy at every size», який розвинувся з руху, що критично ставився до дієт. Нині «Healthy at every size» дотримується таких поглядів: прийняття і повага рівності незалежно від ваги тіла, підтримка соціальної політики, спрямованої на боротьбу з дискримінацією за вагою, ненасильницьке поширення поглядів про рівність незалежно від ваги, поширення ідей інтуїтивного харчування та підтримка фізичної активності, яка доступна людям будь-якої вагової категорії. Рух бодипозитиву лише частково перетинається з «Fat acceptance», і з «Healthy at every size», оскільки має ширшу спрямованість на тілесність в цілому.
Особливості у США
Суттєвою проблемою американського суспільства є расова дискримінація. Головна особливість американського руху в рефлексії окремих «білих» та «чорних» стандартів краси та в заклику до усунення цієї різниці. В американському контексті положення жінки інтерпретується в термінах «патріархату», «дискримінації», «утиску і придушення», заснована на положенні американської домогосподарки середнього класу. У США прагнення до рівноправностіносить укріплений в історії та культурі характер, що загострює соціальне протистояння статей, в тому числі в контексті стандартів краси.

## Історія
Бодипозитив з'явився з фемінізму, що порушив проблеми об'єктивації жінок, як відповідь жінок масовій культурі: він покликаний витіснити комерціалізовану красу. Бодипозитив розвивався як рух протесту проти ставлення до жінки як до товару, що повинна мати «упакований», показний зовнішній вигляд.
Попередником бодипозитиву був рух за прийняття повноти, дестигматизацію огрядних людей (англ. the fat acceptance), який розпочався у 1967 р., а більш ранньою можна вважати вікторіанську реформу одягу.
Рух «Body Positive Movement» заснували в 1996 році юні Конні Собчак (англ. Connie Sobczak) та Елізабет Скотт (англ. Elizabeth Scott) із «загальної пристрасті до створення громади, яка пропонує свободу від громадської думки, що диктує свої правила та створює проблеми людям, що мають проблеми з фігурою», з метою спонукати людей приймати своє тіло таким, яким воно є, незалежно від соціальних стереотипів. Надалі їх ініціатива розвинулася у великий громадський рух «The Body Positive» під гаслом «Моє тіло — моє діло». На сайті «The Body Positive» написано, що мета організації — допомогти людям возз'єднатися з мудрістю свого тіла, щоб доглядати за ним збалансовано і радісно, ставитися до тіла з любов'ю, прощенням і гумором.
Рух бодипозитиву виник як протест проти приниження і дискримінації огрядних людей, яких менш охоче беруть на роботу, менше платять, надають гіршу медичну допомогу і піддають остракізму в ЗМІ. Нині бодипозитив і толерантність до великої ваги йдуть рука об руку, адже бодипозитив стверджує, що всі тіла заслуговують поваги.
У 2012 році бодипозитив стосувався насамперед повних людей, використовувався блогер(к)ами пишних розмірів («plus size») для викорінення у суспільстві упередженого ставлення до повних людей, яке вони відчували щодня.
У 2013 році модель Тесс Голлідей, що важить 155 кг, заснувала бодипозитивний онлайн-рух «Eff Your Beauty Standards».
У 2016 році «бодипозитив вже скрізь».
Рух бодипозитиву дуже різнорідний, в ньому немає ідеологій, догматів, чітких правил. Гетерогенність спільноти, різне сприйняття ідей призводять до того, що деякі учасниці відчувають самотність і відчуженість від групи. Оскільки бодипозитив з'явився як протестний рух, у ньому зустрічаються і радикальні тенденції.

## Основні концепції
Основна ідея бодипозитиву — адаптувати людей з проблемною вагою, зробити їх життя більш комфортним, а реакцію суспільства більш адекватною, це робота в суспільстві з категорією «нормальності» у сприйнятті краси людського тіла, в тому числі боротьба з фетшеймінгом і дискримінацією.

Бодипозитив у першу чергу розширює ваші права, а саме «моє тіло — моє діло». Не соціюму, не чоловіка, не свекрухи, не подруги — тільки ваше. Більш того, в самій концепції «слідкувати за тілом» криється величезна тривога, що воно (тіло) вам ворог і його «треба тримати в узді». Це дуже токсичний феномен дієтичної культури, що відділяє тіло від ідентичности. І бодипозитив говорить: "Ви це і ваше тіло". Не треба його боятися, треба його навчитись розуміти і не дивитись як на об'єкт, котрий має сподобатись комусь, а дивитись як на прояви себе в цьому світі.
До того ж саме бодипозитив приніс дані, які до цього обговорювалися лише у вузькому колі спеціалістів — дієти не тільки кінчаються зворотнім набором ваги в 95 % випадків (а іноді і плюс до тої ваги), але й приносять з собою розлади харчової поведінки. Здоров'я — це не цифра на вагах. Ба більше, незалежно від розміру тіла і стану здоров'я кожна людина заслуговує поваги. І мова саме про це.— Юлія Лапіна, клінічна психологиня
Бодипозитив не може розглядатися як позитивний або прогресивний, якщо в ньому немає свободи будь-якого тіла.

### Ставлення до краси
По-перше, краса виступає джерелом необґрунтованої переваги «гетеронормативних» жінок, що породжує нерівність; по-друге, тіло не може сприйматися в естетичному контексті, позаяк несе функціональний характер.

## Представниці руху
Найпопулярніші прихильниці бодипозитиву за кордоном — модель plus size Тесс Голлідей, блогер і модель Аркадіо Дель Вале, блогерка Кармен Рене, акторка і режисерка Ліна Данем, модель Ешлі Грем, модель і редакторка Іскра Лоуренс.
В Україні серед плюс-сайз жінок у медіа: Міс Світу plus size Міла Кузнецова, Руслана Писанка, Alyona alyona з хіп-хоп текстами та гучними бодіпозитивними кліпами («Рибки», 2018, «Пушка», 2019), Олександра Заріцька (фронтвумен гурту Kazka, що репрезентує жінок з різною зовнішністю у кліпі на пісню Плакала, 2018).

## Контроверсія
Ідеї бодипозитиву часто висміюють в ЗМІ, а прихильниць називають ледачими і недоглянутими за відмову слідувати прийнятим у суспільстві стандартам жіночності. Висміюються ключові тези бодипозитиву, що включають відмову від гоління тіла, дотримання дієт і традиційних «жіночих» б'юті-процедур.
Деякі вчені попереджають, що прийняття в соціумі надмірної ваги нормою сприяє поширенню ожиріння.
У російському суспільстві існує думка, що бодипозитив — це самообман і самозаспокоєння, а також пропаганда нездорового способу життя. Що модним словом прикривається небажання розв'язувати проблему зайвої ваги, пов'язану з проблемами здоров'я: слабкі судини, підвищений холестерин, задишка, проблеми із серцем. Ця точка зору обґрунтовується, зокрема, тим, що популярні моделі з пишною фігурою після кілька років роботи починають худнути. Як-от Крістал Ренн була плюс сайз моделлю у 2000-х, але у 2018 худа.
Американська письменниця Емма Вульф (англ. Emma Woolf) у статті в The Guardian порушує питання, чому скінішеймінг (висміювання, засудження за стрункість і худобу) вважається припустимим в суспільстві, коли фетшеймінг — ні: «Я сита по горло оцінками моєї фізичної дисциплінованості», і наполягає на тому, що суперечки про зайву вагу мають зміститися з зовнішнього вигляду на здоров'я.
Бодіпозитивістки в радикальному фемінізмі борються не лише за права дискримінованих груп, а й проти тих, хто підтримують стандарти краси. Вони критикують моделей, акторів і людей, що ведуть спортивний спосіб життя. Наприклад, активістку бодипозитиву Ешлі Грем шанувальники звинувачують у втраті ваги.
Частина бодипозитивісток відкидає всі спроби підкоригувати свою зовнішність, та й просто догляд за собою бачить неприродними, шкідливими й нав'язаними суспільно. Наприклад, популярні бодипозитивні групи забороняють користувачам пропагувати заняття спортом.